# Antiochos III
Pour les articles homonymes, voir Antiochos.
Antiochos III (en grec ancien : Ἀντίoχoς γʹ) ou Antiochos le Grand (Ἀντίoχoς ὁ Μέγας / Antiochos ho Mégas), né vers 242 et mort en 187 av. J.-C., est un roi séleucide qui règne de 223 à 187.
Il est considéré comme le souverain le plus important de la dynastie des Séleucides, qui règne en Asie, après son fondateur Séleucos Ier. Son surnom de Mégas provient du titre d'origine achéménide Mégas Basileus (« Grand Roi ») qu'il a adopté après ses victoires. Il a en effet affermi son autorité en soumettant les gouverneurs rebelles, mené une longue expédition (ou anabase) dans les satrapies orientales et livré deux guerres de Syrie contre l'Égypte ptolémaïque. Désireux de s'établir en Anatolie, il s'oppose au royaume de Pergame. Il finit par entrer en guerre contre Rome et être vaincu à la bataille de Magnésie.
Modèle du roi en mouvement, il est le roi séleucide le plus prestigieux et le plus documenté par les sources littéraires, notamment Polybe et Tite-Live, ou épigraphiques (en Anatolie). Depuis Alexandre le Grand, aucun souverain hellénistique n'a parcouru de telles distances, menant campagne de la Bactriane à l'Étolie.

## Biographie

### Les débuts du règne (223-218)

#### L’avènement royal
Né vers 242 av. J.-C., Antiochos est le second fils de Séleucos II et le frère de Séleucos III. Son avènement est précipité par l'assassinat en 223 de son frère par deux de ses officiers en Phrygie dans des conditions obscures. Le royaume séleucide parait alors affaibli, en particulier à cause du règne désastreux de son père. Attale Ier de Pergame s'est en effet emparé de l'Anatolie au détriment de l'oncle d'Antiochos, Antiochos Hiérax, qui lui-même a fait sécession en 241. L'Égypte ptolémaïque exerce quant à elle une hégémonie maritime totale dans tout le bassin oriental de la Méditerranée et les satrapies orientales de l'empire deviennent indépendantes les unes après les autres. À la mort de Séleucos III, l’armée fait acclamer comme roi Achaïos II : il est l’arrière arrière petit-fils de Séleucos Ier, faisant ainsi partie de la branche cadette de la dynastie séleucide. Il est plus âgé qu’Antiochos et parait semble-t-il plus apte à exercer le pouvoir. Toutefois, Achaios refuse le diadème et fait reconnaître les droits de son cousin, Antiochos III, alors gouverneur des satrapies supérieures.
Une fois au pouvoir, Antiochos réforme l'administration du royaume : Molon, satrape de Médie, devient gouverneur général des satrapies supérieures à la place d’Antiochos, avec son frère Alexandre. L’Anatolie est confiée à Achaïos II qui a, jusque-là, fait preuve de sa loyauté. Enfin, il maintient à ses côtés Hermias, le ministre (ou « préposé aux affaires ») de Séleucos III. Il est difficile de savoir si toutes ces désignations à de hauts postes de l'administration émanent d’Antiochos ou si l’on peut y voir l’influence tant d’Hermias que d’Achaios.
Au début de son règne, Antiochos invite des poètes de Grèce à sa cour, dont Euphorion de Chalcis qui devient le bibliothécaire royal jusqu'à sa mort.

#### Antiochos face aux forces centrifuges
Le début de règne d'Antiochos se caractérise par des conflits entre Hermias et d’autres officiers du royaume. Seuls les écrits de Polybe nous informent, de manière incomplète, sur ces événements. Molon, gouverneur général des satrapies supérieures (dont la Perse et la Médie), ainsi que son frère Alexandre, se rebellent en 222 av. J.-C., très peu de temps après l’avènement d’Antiochos. Les deux hommes profitent du jeune âge du roi mais aussi de la récente réforme de l'administration, posant ainsi le royaume dans une relative instabilité. Polybe mentionne différentes raisons pour expliquer ce soulèvement mettant en péril tant l'empire séleucide que le statut de roi. Les raisons invoquées seraient alors la crainte grandissante face à l’influence prise par Hermias ainsi que l’espoir de nouer des collaborations avec Achaios. Polybe évoque toutefois le fait que Molon semblerait plutôt se révolter contre Hermias que contre Antiochos. Durant cette révolte, le roi se trouve à Zeugma sur l’Euphrate, où il accueille sa future épouse Laodicé III du royaume du Pont. Des tensions apparaissent parmi les conseillers du roi : Épigénès lui conseille de réagir vite avec l’envoi d’une armée, tandis qu’Hermias pousse à la reconquête de la Cœlé-Syrie, région disputée de longue date avec les Lagides au cours des différentes guerres de Syrie.
Antiochos regagne la Syrie ; mais Molon contraint les stratèges de l'armée royale à la retraite en occupant le pays à l'Est du Tigre. Antiochos décide de marcher contre Molon mais Hermias le convainc d’y envoyer seulement un stratège mercenaire du nom de Xénoitas qui se fait battre et tuer. Molon s’empare de Séleucie du Tigre, étendant plus encore sa domination. En 221, Antiochos se trouve dans une situation difficile, devant faire face à ce soulèvement tout en tentant vainement de reconquérir la Coelé-Syrie face à Ptolémée III. Le roi finit par décider de se rendre lui-même en Orient sur les conseils d’Épigénès. La campagne est menée de manière relativement efficace puisque Molon est vaincu et se suicide. Toutefois, le roi fait preuve de clémence auprès des soldats et procède à un nouveau réagencement de l’administration tout en réorganisant les satrapies relevant de Molon. Mais il se heurte en Anatolie à la rébellion d'Achaïos II qui se proclame roi, recevant ainsi le soutien des Lagides. Vers 220, il se résout à faire assassiner Hermias ce qui assure sa popularité.
Antiochos conduit la lutte en Asie Mineure contre l'usurpateur Achaïos II entre 216 et 213. Sardes est prise mais celui-ci trouve refuge dans son imprenable acropole et reçoit l'aide de Sôsibios, le ministre de Ptolémée IV. Victime d'une trahison, Achaios tombe entre les mains d'Antiochos et périt après un long supplice.

### L'ambition impériale d'Antiochos (218-195)

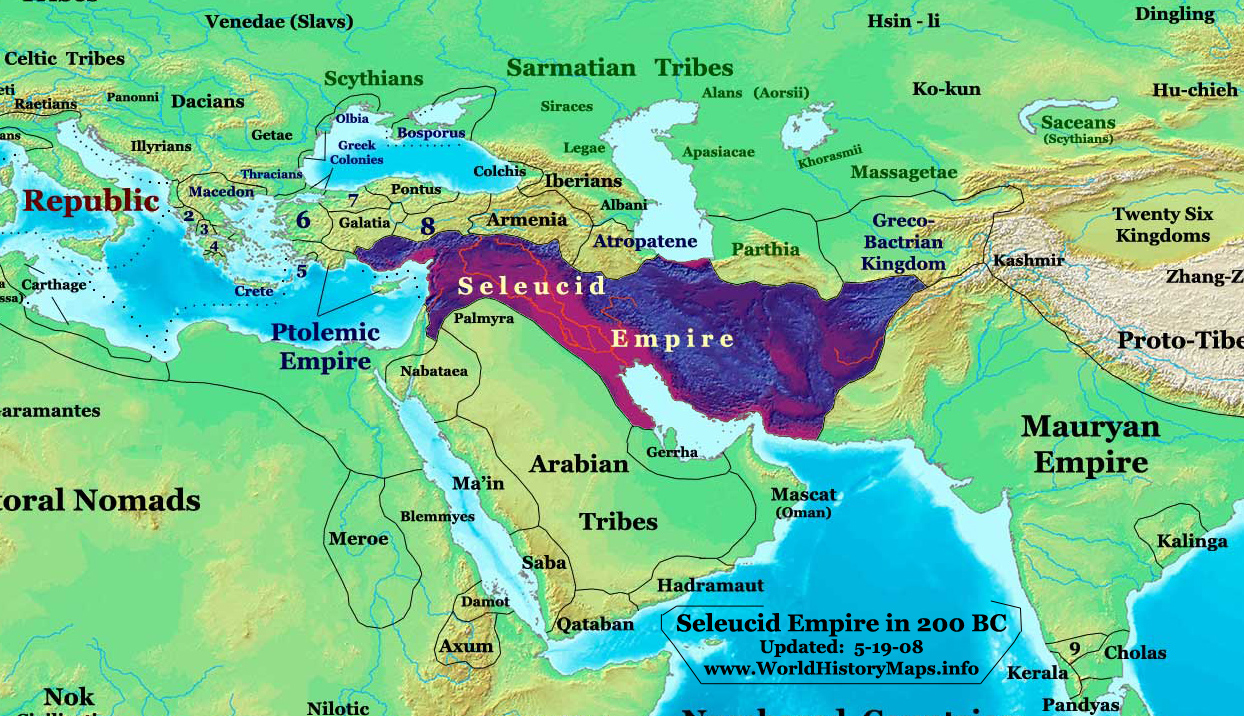
L'empire séleucide vers -200

#### Antiochos et la quatrième guerre de Syrie
Après avoir restauré la souveraineté séleucide sur les satrapies orientales en réprimant le soulèvement de Molon et de son frère Alexandre, Antiochos tourne ses ambitions vers la Cœlé-Syrie. Il peut concentrer toutes ses troupes dans cette campagne car il s'est débarrassé de la menace de Molon ; mais il profite surtout de la faiblesse des Lagides à l’avènement de Ptolémée IV en 222 av. J.-C. Son père, Ptolémée III, a amélioré les positions extérieures de l’Égypte, mais le royaume commence toutefois à connaître des difficultés internes. Ptolémée IV est, tout comme Antiochos III, un roi plutôt jeune, âgé d’environ 17 ans.
Antiochos cherche d'abord à récupérer Séleucie de Piérie en Syrie. Il profite de la trahison de Théodote du côté lagide, créant ainsi un effet de surprise.
Il entame des négociations avec deux ministres lagides, Sôsibios et Agathocle. Puis au printemps 218, il cherche à conquérir en totalité la Cœlé-Syrie aux dépens de Nikolaos. Il est alors aidé par de nombreuses trahisons, notamment de chefs mercenaires. En 218, Antiochos envahit la région limitrophe entre les deux royaumes. Lors de son périple le long de la côte, Antiochos enrôle de nombreux mercenaires, dont des Arabes qui lui fournissent un important contingent d'infanterie légère. Les négociations entamées par les ministres de Ptolémée IV laissent le temps aux Lagides de préparer une armée considérable. Les deux armées se livrent bataille le 23 juin 217 à Raphia à l’extrême sud de la Palestine. La bataille semble gagnée par Antiochos, notamment grâce à la déroute des éléphants de Ptolémée ; mais il poursuit longuement la cavalerie lagide, l’empêchant ainsi de soutenir sa phalange, menant à une importante défaite de l’armée séleucide. Après s'être retiré à Antioche, il conclut un armistice après des négociations avec Sôsibios : Ptolémée IV conserve la Cœlé-Syrie mais renonce à Séleucie de Piérie, port stratégique sur l'Oronte.

#### L'Anabase d'Antiochos (212-205)

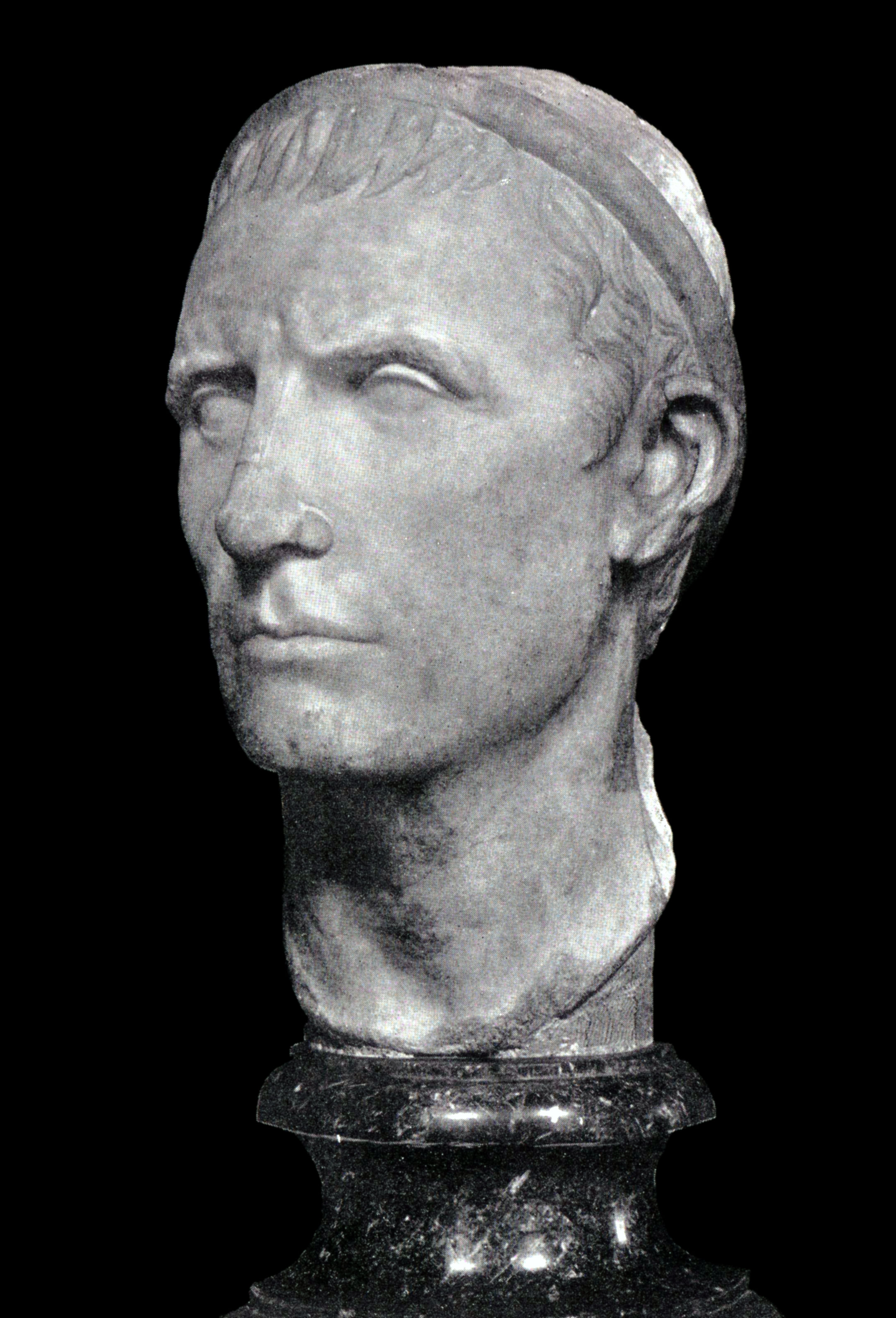
Buste d'Antiochos III (copie romaine), musée du Louvre.

Antiochos cherche à rétablir l’autorité séleucide sur les satrapies orientales et à faire face à l'expansion des Parthes et à la sécession du royaume gréco-bactrien. Il parvient à surmonter son échec contre les Lagides et à former une armée estimée (peut-être exagérément) par Justin à 100 000 fantassins et 20 000 cavaliers qu'il rassemble à Ecbatane. Il mène une série de campagnes victorieuses entre 212 et 204 qui s'apparente à une nouvelle anabase (« montée ») vers l'Orient, épisode connu grâce à Polybe :
- Il débute par une campagne en Arménie : Xerxès, jeune roi, règne alors sur un État vassal des Séleucides mais ne paye plus son tribut. Il le fait épouser une de ses sœurs, Antiochis, et place dans la principauté deux stratèges[11].
- À la fin de 211, il se dirige vers la Médie afin s'avancer contre les Parthes et les Gréco-Bactriens. Il monnaie 4 000 talents en spoliant un temple d'Ecbatane. Lors de cette campagne, il associe son fils Antiochos le Jeune, alors âgé de 9 ans, à la royauté, préparant de ce fait sa succession[12].
- En 209, il mène une opération contre les Parthes. Il traverse des paysages désertiques et ne rencontre que peu de résistance jusqu’à Hécatompyles. La progression devient plus difficile à partir des montagnes d’Hyrcanie. À la suite de la prise de Sirynx (peut-être une colonie grecque), les Parthes d'Arsace II sont contraints de conclure une alliance dont les détails sont inconnus. Les Parthes ne sont pas définitivement vaincus mais la campagne permet de libérer l'axe de communication entre l'ouest du royaume et les satrapies supérieures (Arie, Margiane, Bactriane)[13].
- Entre 208 et 206, il mène campagne contre Euthydème, le roi grec de Bactriane, qui s'appuie sur une armée forte d’environ 10 000 cavaliers, recrutés majoritairement parmi la population iranienne. Antiochos, grâce à un effet de surprise, met son adversaire en déroute et le contraint à se réfugier à Bactres où il est assiégé pendant deux ans[14]. Le siège de Bactres est considéré par Polybe comme l'un des plus importants de l'époque en termes d'art militaire[15],[16]. Les deux souverains finissent par établir un accord : Euthydème conserve son royaume et conclut une alliance matrimoniale. Son fils Démétrios doit épouser une princesse séleucide[N 1]. L’indépendance de la Bactriane n’a plus été remise en cause par les Séleucides[17].
- À partir de 206, il marche jusqu'aux frontières de l'« Inde » en Arachosie et dans les Paropamisades alors annexées par des souverains indiens. Il rencontre le prince Sophagasénos (non mentionné comme membre de la dynastie Maurya) et renouvelle l’amitié qui le lie à lui[18], ce dernier lui offrant notamment des éléphants de guerre. Il est probable que ce traité a pour finalité d'assurer la pérennité des relations commerciales entre la Syrie et le monde indien[17].
- Le retour de l'expédition se fait par l’Iran méridional. Il traverse l'Arachosie et la Drangiane puis hiverne en Carmanie, marquant ainsi selon Polybe la fin de l’expédition dans les satrapies supérieures[19].
- Il embarque ensuite pour l'Arabie depuis la Carmanie ou la Perside, le reste de son armée marchant vers Babylone à travers la Perside et l'Élam. Il parvient en 205 à Gerrha, un important port commercial et carrefour caravanier situé sur la côte ouest du golfe Persique (actuelle Arabie saoudite), et obtient le versement d'un tribut. Après une escale à Tylos (actuel Bahreïn), il embarque pour Séleucie du Tigre[20].

Par cette anabase vers l'Orient qui a duré plus de sept ans, Antiochos est parvenu à affirmer son autorité et à consolider son empire. Pour autant, cette expédition semble d'abord avoir été menée de manière empirique en réaction aux velléités des Parthes et des Bactriens, sans plan de conquête établi à long terme. Son intervention dans les affaires de Grèce empêche Antiochos de profiter des succès de cette campagne bien qu'il en retire un grand prestige auprès de ses sujets (et les éloges de Polybe). C'est en effet à son issue qu'Antiochos prend le titre de Grand Roi (Basileus Mégas), d'inspiration achéménide. Néanmoins ce titre n'apparait pas dans les documents royaux officiels ou dans les monnaies : il ne figure que dans des décrets honorifiques et des dédicaces privées,. L'adjectif megas est en revanche rapidement accolé à son nom, de son vivant, car on peut supposer qu'il n'entend pas utiliser auprès de ses sujets grecs un titre d'origine perse.

#### Antiochos et la cinquième guerre de Syrie
Antiochos cherche à prendre sa revanche sur l'Égypte lagide. Aussi profite-t-il de la mort prématurée de Ptolémée IV et de la montée sur le trône d'un enfant de cinq ans, jouet de ses ministres, Ptolémée V, pour déclencher la cinquième guerre de Syrie (201-195). La victoire à la bataille de Panion en 200, près des sources du Jourdain, lui permet de reconquérir la Samarie et la Cœlé-Syrie. Le gouverneur de cette dernière trahit les Lagides et conserve son poste au titre de « stratège et archiprêtre ». À Jérusalem, les Juifs l’aident à s’emparer de la citadelle encore aux mains des troupes lagides.

### Antiochos contre Rome (196-188)

#### L'expansion séleucide en Anatolie

La Grèce et l'Asie Mineure à la veille de la guerre antiochique.

Profitant de la deuxième deuxième guerre de Macédoine entre Rome et Philippe V, Antiochos mène une politique ambitieuse qui l’amène à intervenir en Asie Mineure et en Thrace avec pour dessein, semble-t-il, de restaurer l'empire de Séleucos Ier. Il se heurte au royaume de Pergame dès 198 av. J.-C. et occupe les territoires pris par Attale Ier à Achaïos II, sans qu'Eumène II puisse intervenir. Il s'entend par ailleurs avec Prusias de Bithynie à qui il offre une portion de la Phrygie. Au printemps 197, il parvient jusqu'à l'Hellespont puis occupe les Détroits, soumettant les cités grecques autonomes ou anciennement sous autorité antigonide comme Abydos. Il fait d'Éphèse sa base navale principale en mer Égée. En Ionie, ses succès sont plus limités : Milet et Magnésie du Méandre restent indépendantes.
Cette situation inquiète les autres puissances anatoliennes, dont Pergame et Rhodes, cette dernière envoyant une ambassade à Antiochos afin de préserver ses intérêts en Carie. Lampsaque et Smyrne refusent de se soumettre et font appel à Rome, sans que celle-ci intervienne dans l'immédiat, l'ambassade lampsacénienne n'obtenant du Sénat qu'un soutien de forme.
Passé en Thrace au printemps 196, Antiochos dépêche une ambassade aux Romains afin de contourner l'appel de Lampsaque et de Smyrne. La rencontre se déroule aux Jeux isthmiques au cours desquels les Romains énoncent par un sénatus-consulte le principe de la « liberté des Grecs » d'Europe et d'Asie n'étant pas alors sous la tutelle antigonide. Antiochos se voit par ailleurs interdire de s'en prendre aux Grecs d'Asie Mineure ou d'envoyer une armée en Europe ; les Séleucides ne sont pas menacés de guerre tant que cette injonction est respectée. Peu après, une conférence se tient à Lysimacheia entre Antiochos et les ambassadeurs de Ptolémée V avec la médiation des Romains. Antiochos est invité à évacuer les places occupées aux dépens des Lagides tandis qu'il annonce aux Romains que les affaires d'Asie ne les concernent pas. Trompé par la fausse nouvelle de la mort de Ptolémée V, Antiochos rompt les négociations mais échoue à prendre Chypre à cause d'une tempête. En -193, il finit par conclure un traité d'amitié avec Ptolémée V à qui il offre sa fille Cléopâtre Ire en mariage.
Cette conférence, qui a servi aux futurs adversaires à se jauger, aboutit à un statu quo favorable à Antiochos. Surtout, la cité est destinée à devenir le lieu de résidence du nouveau prince héritier, le futur Séleucos IV, indiquant qu'Antiochos compte faire de lui son représentant dans les domaines occidentaux alors qu'auparavant les vice-rois ont résidé à Sardes.

#### La guerre antiochique (192-188) et ses conséquences

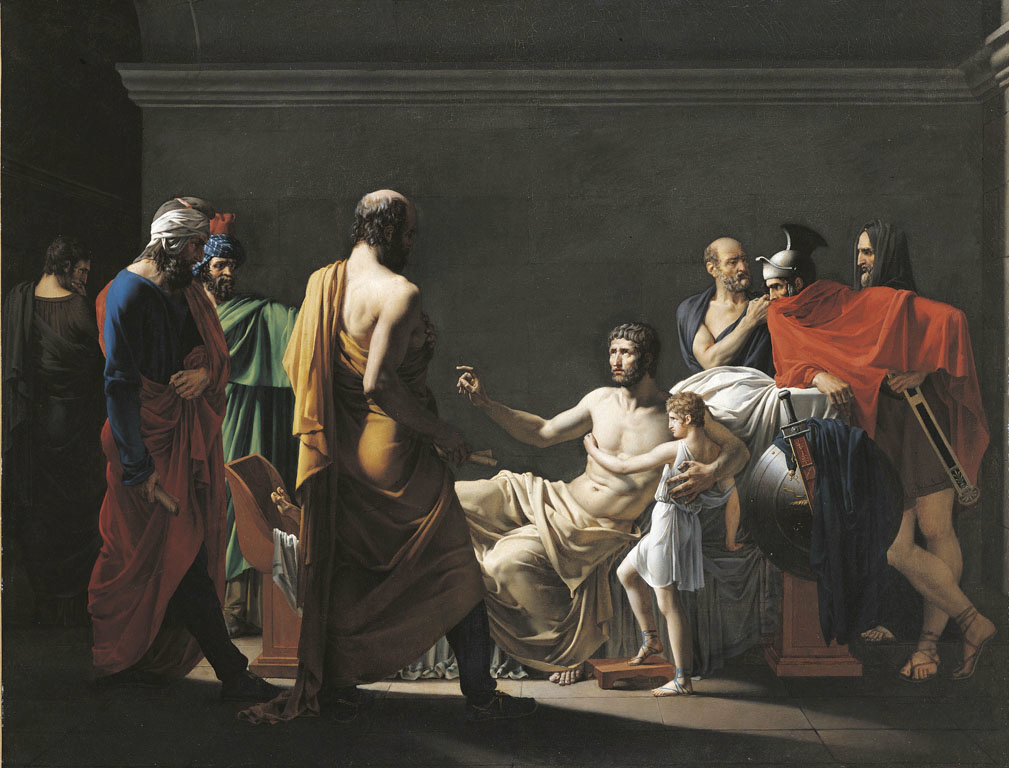
Antiochus renvoie son fils à Scipion, par Jean-Pierre Granger, 1800, École nationale supérieure des beaux-arts.

En 195 av. J.-C., Antiochos accueille à sa cour Hannibal Barca, ennemi notoire des Romains, ce qui renforce leur méfiance, même si l'influence du Carthaginois sur la politique séleucide reste limitée, ou en tout cas méconnue. En 194, les dernières légions romaines évacuent la Grèce après avoir aidé la Ligue achéenne à vaincre Sparte dans la guerre contre Nabis. Antiochos envoie en 193 une ambassade à Rome afin de solliciter l'amitié du peuple romain. En réponse, Flamininus propose à Antiochos qu'il conserve la Thrace en échange du maintien de la protection romaine sur les cités grecques d'Asie. Des légats du Sénat se rendent ensuite à Pergame auprès d'Eumène II qui pousse à la guerre. Puis ils se rendent à Éphèse pour s’entretenir avec Hannibal et enfin à Apamée pour rencontrer Antiochos. Mais celui-ci quitte les négociations, prenant prétexte de la mort du prince héritier, Antiochos le Jeune. Son représentant, Minio, se montre intransigeant et refuse les propositions romaines. Ni Antiochos, ni le Sénat ne cherchent la guerre mais les affaires de Grèce vont donner le casus belli.
La Ligue étolienne, alliée de Rome au cours de la précédente guerre contre la Macédoine, n'est pas satisfaite des termes du traité proposé par Flamininus. Les Étoliens cherchent à mettre sur pied une coalition anti-romaine et se rapprochent du tyran de Sparte, Nabis, qui a pu se maintenir au pouvoir malgré sa défaite. Appelé par les Étoliens qui lui promettent le ralliement d'une grande partie des Grecs, Antiochos débarque en octobre 192 à Démétrias en Thessalie. L'armée qu'il conduit est beaucoup moins importante qu'espéré par les Étoliens, tandis que les ralliements des cités grecques restent rares. Athènes conserve sa neutralité tandis que la ligue achéenne, fidèle à l'alliance romaine, déclare la guerre à Antiochos et aux Étoliens.
Vaincu en avril-mai 191 aux Thermopyles par les légions du consul Manius Acilius Glabrio et du tribun Caton l'Ancien, Antiochos repasse en Asie, où il est écrasé en 189 à la bataille de Magnésie du Sipyle par Scipion l'Asiatique (frère de Scipion l'Africain), après avoir lancé une vaine poursuite de cavalerie comme à Raphia.
Antiochos est contraint de signer la paix d'Apamée en 188, très avantageuse pour les Romains : il perd toute l'Asie à l'ouest de la ligne Halys-Taurus au profit surtout des Attalides, indéfectibles alliés des Romains, livre ses éléphants et sa flotte (sauf dix navires) et paye une énorme indemnité de guerre de 12 000 talents, à verser en douze annuités, dont une partie finit probablement dans les caisses de la famille des Scipions à en croire Tite-Live. Son fils Antiochos IV est par ailleurs envoyé comme otage à Rome. Prenant prétexte de l'indemnité à payer, Antiochos tente de s'emparer du trésor d'un temple d'Élymaïde, mais la population se révolte et il est tué comme un « vulgaire bandit » le 3 ou 4 juillet 187. Son fils Séleucos IV, déjà associé au pouvoir, lui succède.

## Bilan de son règne
Malgré son incapacité à restaurer l'empire originel des Séleucides, sa défaite contre les Romains et sa fin « lamentable », Antiochos parait avoir été un souverain disposant de certaines qualités politiques et militaires. Le début de son règne est certes marqué par la révolte de Molon et d'Achaïos II et surtout la défaite à Raphia contre Ptolémée IV ; mais il est parvenu par la suite à étendre son autorité sur les satrapies orientales au terme d'une Anabase et finit par occuper la Cœlé-Syrie aux dépens des Lagides. Poussé par l'agitation de la Ligue étolienne et victime de l’intransigeance d'Eumène II qui l'empêche de conclure un compromis avec Rome, il est entraîné dans un conflit qu'il n'a pas nécessairement souhaité. Il se montre finalement incapable de saisir la portée de l'expansion romaine vers le monde égéen et d'apprécier la valeur tactique des légions malgré les conseils d'Hannibal.

## Famille

### Mariage et enfants

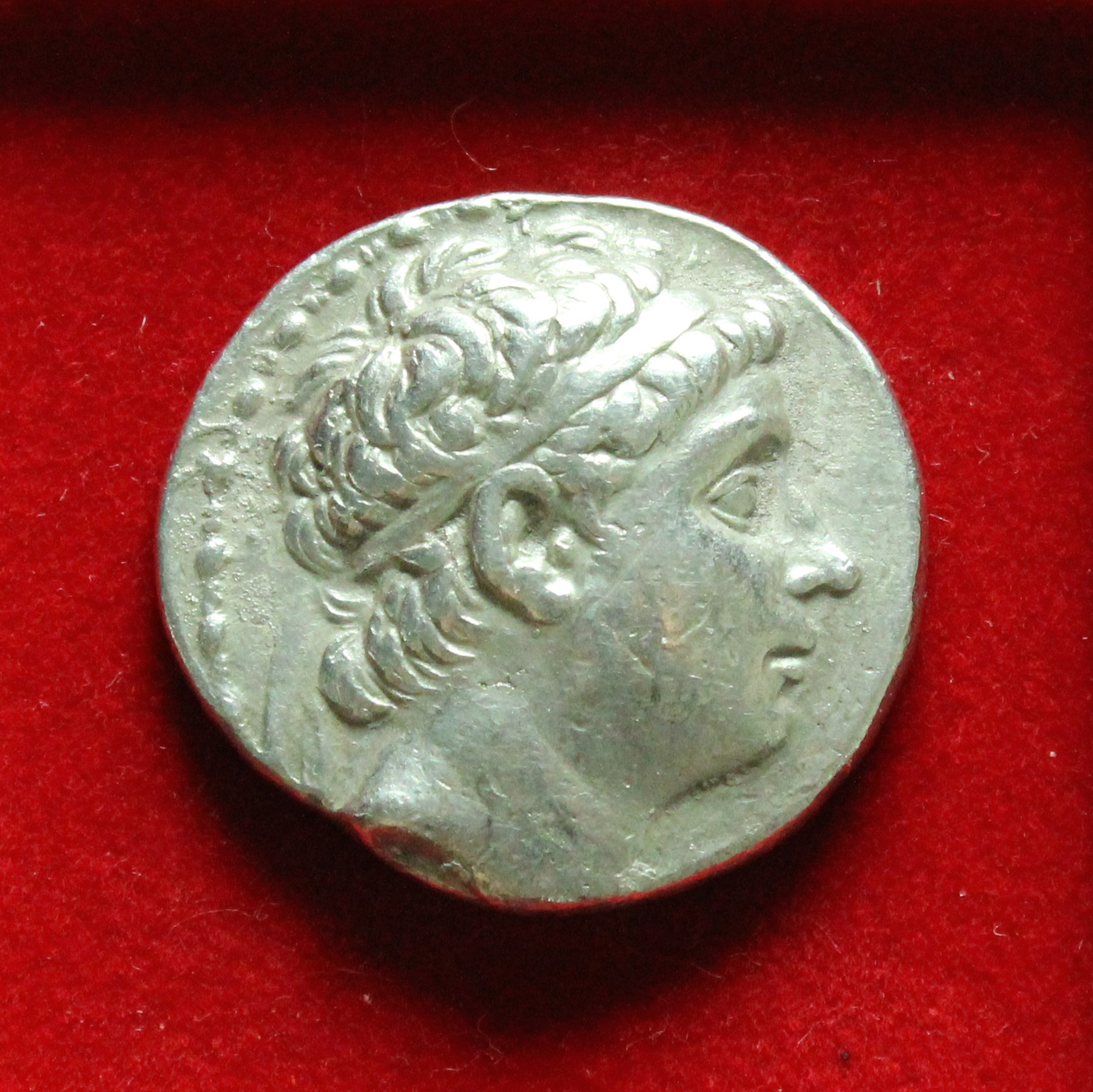
Monnaie d'argent à l'effigie d'Antiochos III.

Antiochos épouse sa cousine, la princesse pontique Laodicé III, objet d'un culte divin, qui lui donne une grande descendance :
- Antiochos le Jeune, roi associé, mort en 193 av. J.-C. ;
- Ardys (el), mort avant son père ;
- Mithridate (ca), mort avant son père ;
- Séleucos IV ;
- Antiochos IV ;
- Laodicé IV, épouse de trois de ses frères ;
- Cléopâtre Ire Syra, reine d'Égypte ;
- Antiochis III, épouse d'Ariarathe IV roi de Cappadoce ;
- Une fille putative mariée à Démétrios Ier de Bactriane.

Après avoir répudié Laodicé, Antiochos épouse en secondes noces en 191 une jeune grecque, Euboia, fille de Cléoptolème de Chalcis.

### Ascendance
Sauf précision contraire, les dates de cet article sont sous-entendues « avant l'ère commune » (AEC), c'est-à-dire « avant Jésus-Christ ».

### Sources antiques
- Appien, Guerres de Syrie.
- Polybe, Histoires [détail des éditions] [lire en ligne].
- Tite-Live, Histoire romaine [détail des éditions] [lire en ligne].